# Disporella densiporoides
Disporella densiporoides är en mossdjursart som beskrevs av Moyano 1982. Disporella densiporoides ingår i släktet Disporella och familjen Lichenoporidae. Inga underarter finns listade i Catalogue of Life.